# Phillips (Wisconsin)
Phillips es una ciudad situada en el condado de Price, Wisconsin, Estados Unidos. Tiene una población estimada, a mediados de 2022, de 1530 habitantes.
Es la sede del condado.

## Geografía
Según la Oficina del Censo de los Estados Unidos, la localidad tiene una superficie total de 8.73 km², de los cuales 6.89 km² corresponden a tierra firme y 1.84 km² están cubiertos de agua.

## Demografía
Según el censo de 2020, en ese momento había 1533 personas residiendo en la localidad. La densidad de población era de 222.50 hab./km². El 91.45% de los habitantes eran blancos, el 0.85% eran afroamericanos, el 1.11% eran amerindios, el 0.85% eran asiáticos, el 1.11% eran isleños del Pacífico, el 1.04% eran de otras razas y el 3.59% eran de una mezcla de razas. Del total de la población, el 2.80% eran hispanos o latinos de cualquier raza.